# Krzysztof Łoziński

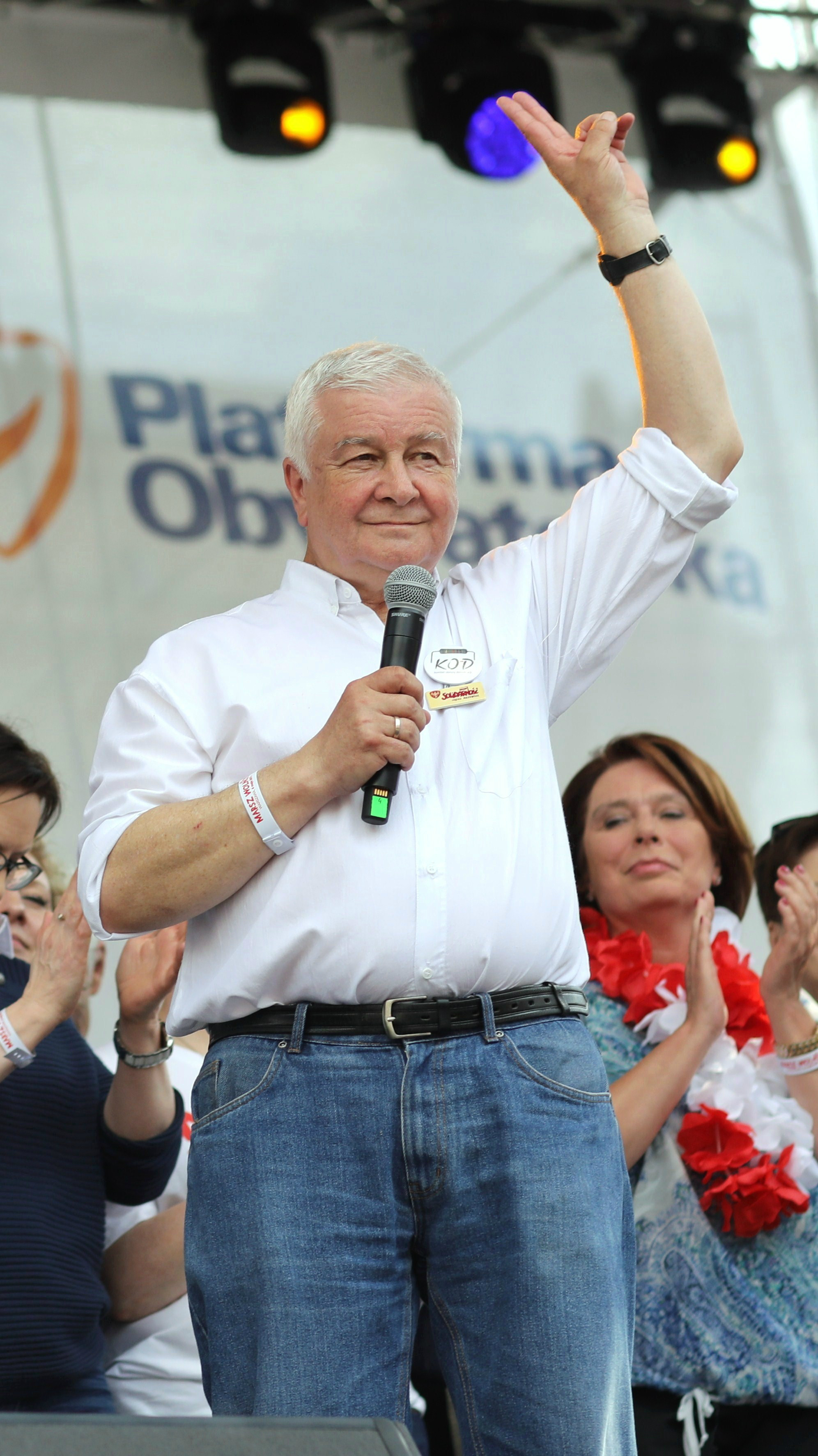
Krzysztof Łoziński (2017)

Krzysztof Łoziński (* 16. Juli 1948 in Warschau) ist ein polnischer Schriftsteller, Publizist, Alpinist, Meister und Lehrer der östlichen Kampfkunst, antikommunistischer Oppositioneller in der Volksrepublik Polen, Mitbegründer des Komitees zur Verteidigung der Demokratie (KOD).
Sein Vater Jerzy Łoziński (* 1920) war ein Architekt, seine Mutter Danuta Ärztin. 1967 machte er das Abitur im Warschauer Czacki-Lyzeum. Von 1967 bis 1968 und von 1970 bis 1976 studierte er Mathematik an der Universität Warschau. Im März 1968 während der März-Unruhen 1968 in Polen nahm er Teil an einer Protestaktion gegen die Absetzung des Theaterstücks Totenfeier (poln. Dziady) des polnischen Dichter Adam Mickiewicz unter Regie von Kazimierz Dejmek, gespielt im Warschauer Nationaltheater, wurde dafür vom Studium exmatrikuliert und zum Militärdienst berufen.
1976–1979 unterrichtete er Physik im Warschauer Emilian-Konopczyński-Berufslyzeum, 1980–1982 war er in den Werkstätten des Warschauer Operntheaters angestellt.
1976 engagierte er sich im Komitee zur Verteidigung der Arbeiter (KOR), nach dessen Auflösung im Komitee zur Sozialen Selbstverteidigung KOR.
Nach der Gründung der "Solidarność" am 31. August 1980 wurde er Vorsitzender der „Solidarność“-Gewerkschaft im Operntheater, leitete die Arbeitsgruppe der Theaterangestellten im Mazowien-Region dieser Gewerkschaft. Łoziński nahm an der Vorbereitung zum Übergang der Region zur Untergrundtätigkeit im Falle einer Konfliktsituation teil. 1982–1989 während des Kriegsrechtes führte er die Widerstandsgruppen der „Solidarność“ an.
Am 8. Juni 1982 wurde er festgenommen und am 20. Januar 1983 zum 1,5 Jahre Gefängnis verurteilt. Im Februar 1983 kam er frei, wurde jedoch von der Służba Bezpieczeństwa ständig bedrängt.
Am Ende der 1980er Jahre besuchte er Afghanistan, Indien und Singapur. Seit 1989 war er Mitarbeiter von Amnesty International. 2004 gründete er gemeinsam mit Stefan Bratkowski, Andrzej W. Pawluczuk und Piotr Rachtan im Internet die Halbmonatsschrift „Kontrateksty“, übernahm später dessen Leitung.
Als Bergsteiger schuf er über sechzig neue Trassen im Tatra-Gebirge, erklomm Berge im Hindukusch und Himalaja. Zwanzig Jahre lang führte er eine Schule des Kung-Fu-Kampfsports, deren Absolventen fünf Weltmeistertitel im Hung-Gar-Stil erkämpften.
Krzysztof Łoziński ist Verfasser vieler Presseartikel sowie Bücher über Menschenrechte in Russland, Tschetschenien und China. Zwei seiner Texte weckten einen Eklat: die Kritik über Wiesław Binienda und seine Anschlagstheorie des Flugunfalls bei Smolensk, und sein Aufruf zur Bildung des Komitees zur Verteidigung der Demokratie (KOD). Łozinski gehörte zu den 21 Gründungsmitgliedern des am 2. Dezember 2015 berufenen Komitees.